# 藤井来夏
藤井 来夏（ふじい らいか、1974年7月5日 - ）は、日本人アーティスティックスイミング（シンクロナイズドスイミング）選手。アトランタオリンピック銅メダリスト。シドニーオリンピック銀メダリスト。京都府生まれ。身長164cm。立命館大学経営学部卒業。
現在、プロ・シンクロナイズドスイマーとして活動中である。
ライカエンターテイメント主宰である。

## 主な戦績
- ジュニア世界選手権（1991（平成3）年）チーム1位
- 日本選手権（1993（平成5）年 - 2000（平成12）年）チーム1位（8年連続）
- 日本選手権（1995（平成7）年 - 1997（平成9）年）デュエット1位（3年連続）
- 世界選手権（1994（平成6）年）銅メダル
- 1996年アトランタオリンピック（1996（平成8）年）銅メダル
- 世界選手権（1998（平成10）年）銀メダル
- 2000年シドニーオリンピック（2000（平成12）年）銀メダル